# Sokoliwka (obwód iwanofrankiwski)
Sokoliwka (ukr. Соколівка) – wieś na Ukrainie, w obwodzie iwanofrankiwskim, w rejonie iwanofrankiwski (wcześniej w rejonie tłumackim zlikwidowanym w roku 2020). W 2001 roku liczyła 63 mieszkańców